# Прокопије I Јерусалимски
Патријарх Прокопије I (грч. Πατριαρχης Προκοπιος Α, рођ Панагиотис Сисманис, рани 18, век Загора, Грчка, 1788. Јерусалим) епископ Јеруслимске православне цркве, патријарх јерусалимски и целе Палестине.

## Биографија
Након што је завршио почетно образовање у библиотечкој школи Загора, Панагиотис је отишао у Цариград у потрази за бољим животом. После неколико година боравка у Цариграду преселио се у Молдавију, где је ступио у манастир и замонашен са именом Прокопије. Касније је рукоположен у чин јеромонаха и постао игуман манастира Гроба Господњег, који се назива и Галата, у близини Јашија (данас Румунија).
Прокопије је касније прешао у Јерусалим, где је 12. децембра 1775. године у храму Васкрсења Христовог у Јерусалиму хиротонисан за епископа и уздигнут у чин митрополита кесаријског.
Служио је као митрополит Кесаријски дванаест година. Током своје службе у Палестини, епископ Прокопије је отворио Патријаршијску школу у Јерусалиму, по узору на школу у Загори.
Непосредно пре своје смрти, јерусалимски патријарх Аврам изабрао је митрополита Прокопија за свог наследника. 2. новембра 1787. године уздигнут је на јерусалимски патријаршијски трон. На патријаршијски престо је ступио у дубокој старости, али је важио за човека снажног интелекта и изузетне побожности.
Свестан својих поодмаклих година и схватајући неспособност да одговори захтевима поглавара Цркве, чија је позиција ослабљена латинском пропагандом, патријарх Прокопије је одлучио да се повуче, наредивши благовремено избор наследника, а то је био митрополит ћесаријски Антим.
Пошто је Антим пристао, патријарх Прокопије је 24. октобра 1788. године пензионисан, а месец дана касније устоличен је митрополит Антим. Неколико дана после овога умире патријарх Прокопије.